# كريس مونرو
كريس مونرو (بالإنجليزية: Chris Monroe)‏ هي مؤلفة ورسامة كارتون أمريكية، ولدت في 17 أبريل 1962 في دولوث في الولايات المتحدة.